# Erling Madsen (politiker)
Erling Madsen (født i Ittoqqortoormiit) er en grønlandsk politiker. Han repræsenterer partiet Atassut. 

Han blev borgermester i Ittoqqortoormiit Kommune i april 2005, da han fik 24% af stemmerne i kommunen. Atassut indgik efter valget en koalition med IA, som dermed fik posten som viceborgermester som blev Evald Brønlund.